# دستمزد واقعی

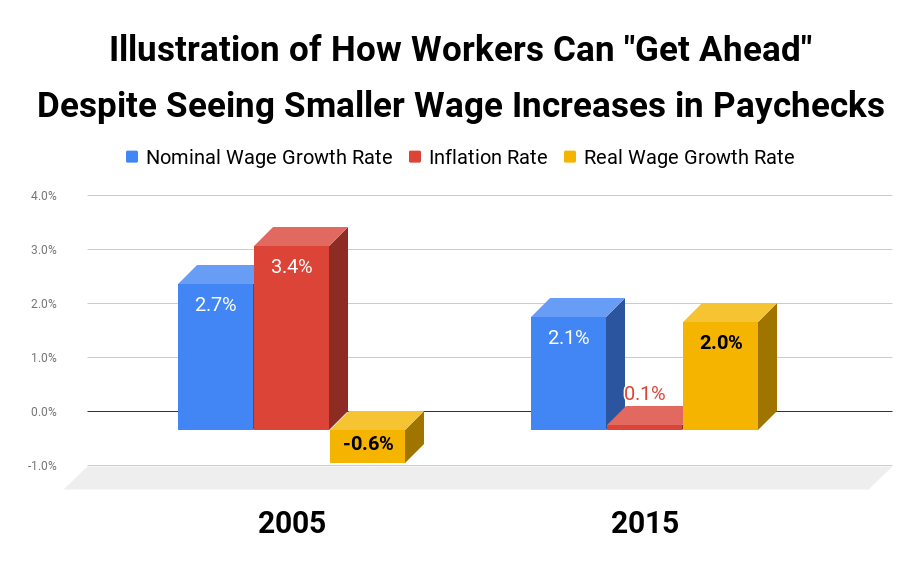
دستمزد واقعی، دستمزد اسمی و درصد تورم در ایالات متحده از ۲۰۰۵ تا ۲۰۱۵

دستمزد واقعی (انگلیسی: Real wages) به میزانی از دستمزد اطلاق می‌شود، که پس از کسر تورم، باقی خواهد ماند. برای محاسبه دستمزد واقعی اغلب از شاخص کالا و خدمات استفاده می‌شود. دستمزد واقعی یک معیار اقتصادی مناسب، برای مقایسه با دستمزد اسمی محسوب می‌شود، که به سادگی ارزش پولی دستمزد را در هر سال مالی نشان می‌دهد.